# Клеменце (Катанцаро)
Клеменце је насеље у Италији у округу Катанцаро, региону Калабрија.
Према процени из 2011. у насељу је живело 104 становника. Насеље се налази на надморској висини од 544 м.